# Tales Don't Tell Themselves
Tales Don't Tell Themselves es el tercer álbum de estudio de Funeral For A Friend. Lanzado al mercado el 14-15 de mayo de 2007 por Atlantic Records, que vuelve a firmar el nuevo material de la banda tras Hours, en 2005. Como curiosidad, Matt Davies ha utilizado el mismo micrófono que empleó en Casually Dressed and Deep in Conversation, su disco debut. También ha sido guitarrista en algunas canciones del nuevo álbum durante la grabación, ya que antes era únicamente el cantante.
El productor británico Gil Norton produce este disco, quien ya produjo discos a bandas como Jimmy Eat World o Foo Fighters. El 13 de febrero, FFAF adelantó a sus fanes, a través de internet, "Out of Reach". Sin embargo, el primer sencillo del álbum es "Into Oblivion (Reunion)", presentado el 8 de mayo de 2007.

## Listado de canciones
1. "Into Oblivion (Reunion)" - 4:23
2. "The Great Wide Open" - 3:32
3. "The Diary" - 3:40
4. "On a Wire" - 3:59
5. "All Hands on Deck - Part 1: Raise the Sail" - 3:23
6. "All Hands on Deck - Part 2: Open Water" - 3:48
7. "Out of Reach" - 3:34
8. "One for the Road" - 4:10
9. "Walk Away" - 3:48
10. "The Sweetest Wave" - 6:25
11. "Rise And Fall" - 3:27 (sólo disponible en iTunes y en el single de "Into Oblivion" en Reino Unido)
12. "Crash And Burn (Home Demo)" - 4:21 (sólo disponible en la versión japonesa)

## Créditos
- Matt Davies - cantante, guitarra adicional
- Gareth Davies - bajo
- Darran Smith - guitarra
- Kris Roberts - guitarra
- Ryan Richards - batería